# ペーター・グリース
ヨハン・ペーター・グリース（Johann Peter Griess、1829年9月6日 - 1888年8月30日）は、ドイツ連邦ヘッセン選帝侯国（現カッセル行政管区）ヴァルトカペル出身の化学者。
1858年、一級アミンを酸性水溶液中で亜硝酸塩（主に亜硝酸ナトリウム）に作用させると、ジアゾニウム塩を生成することを発見し、合成染料開発の功労、染料工業の発展である基礎を形成したとして名高い。

## 生涯
1829年9月6日、ドイツの工業都市であるカッセルの近郊に農家の子供として生まれたが、両親の過剰な溺愛のもとでわがままに育った。
初めは父の後継ぎのために農業の学校に通うものの、後に工業の学校に入った。
1850年にフリードリヒ・シラー大学イェーナに入学、翌年の1851年にはフィリップ大学マールブルクに入学したが、学業を怠って時に処罰を受けたり、父の財産で飲み潰していた。
グリースは29歳の頃に生活が苦しくなり、フィリップ大学マールブルクで教授をしていたヘルマン・コルベのすすめで化学工場のアルバイトをすることになった。しかし、グリースが働いていた化学工場は僅か数ヶ月の内に全焼してしまい、アルバイトの仕事は解雇されてしまう。短期間のアルバイトだったと言えど、この経験は後のグリースの人生を決定するものであった。
途方に暮れたグリースは、1857年に再びフィリップ大学マールブルクで復学し、ヘルマン・コルベの実験室に入り学位を取得した。余談だが、復学してコルベの実験室に入った時にコルベをはじめ、教室の人々が生まれ変わったグリースを見て驚いたとされる。
1858年、フィリップ大学マールブルクの実験室で一級アミンを酸性水溶液中で亜硝酸塩（主に亜硝酸ナトリウム）に作用させると、ジアゾニウム塩を生成することを発見した。
コルベは友人であり化学者であるアウグスト・ヴィルヘルム・フォン・ホフマンにグリースを紹介し、グリースはホフマンと共にロンドンの王立化学学校に渡り、ホフマンの助手となった。
1864年にはカップリング反応を発見した。
晩年は醸造会社の技術士となり、亡くなるまで仕事に就いた。